# Конкурс
Ко́нкурс (лат. concursus) — змагання, яке дає змогу виявити найгідніших із його учасників або найкраще з того, що надіслане на огляд. Також конкурс — відбір претендентів на заміщення деяких посад. Вибір працівника належить не адміністрації, а проводиться за рішенням колегіального органу (наприклад, вченої ради), яке є обов'язковим для адміністрації. К. проводяться, наприклад, для заміщення: у вищих навчальних закладах — посад професорсько-викладацького складу; в науково-дослідницьких установах — посад начальників лабораторій, відділів, секторів, старших і молодших наукових співробітників та ін.

## Визначення терміна «конкурс» та загальні методики проведення конкурсів
Конкурсом вважається процес визначення найкращого претендента на перемогу (конкурсанта), або найкращих претендентів на перемогу (конкурсантів), згідно з правилами, визначеними перед початком проведення процедури відбору конкурсантів. Визначення переможців здійснюється шляхом «якісного дослідження» (експертизи) та/або «кількісного дослідження» (голосування), наступними методами
1. У якісному дослідженні, конкурсанти оцінюються призначеним експертним журі, суддівською колегією, групою або групами спеціально уповноважених осіб, здатних професійно та об’єктивно оцінити якісні характеристики конкурсантів, за визначеними правилами конкурсу критеріями. Визначення переможців відбувається шляхом підсумовування оцінок, що були надані конкурсантам від кожного члена журі, та виявлення конкурсанта або конкурсантів, що отримали найвищі оцінки.

  - Приклади відомих конкурсів з якісними дослідженнями: «Оскар», «Ґреммі», Green Awards та інші.
2. У кількісному дослідженні, конкурсанти обираються шляхом громадського голосування, в якому учасники голосування висловлюють свою симпатію до конкурсантів, користуючись суб’єктивними мотивами, а взяти участь у голосуванні може будь-яка пересічна людина (в деяких випадках людина, що відповідає обумовленим критеріям, наприклад, досягла певного віку). Це vox populi, голос громадської думки, референдум. Визначення переможців стає можливим завдяки підсумуванню голосів, що були віддані конкурсантам в період проведення дослідження, та побудові рейтингу всіх конкурсантів, де переможцем вважається конкурсант, що отримав найбільшу кількість голосів і посів перше місце в рейтингу.

  - Приклади відомих конкурсів з кількісними дослідженнями: «Євробачення» (конкурс), шоу «Україна має талант» (незважаючи на присутність суддів, переможців обирають телеглядачі), та інші. (Також методика дослідження шляхом голосування використовується для проведення державних конституційних виборів та референдумів.)
3. Також існують комплексні методики оцінювання, де переможців одночасно визначають одне або кілька експертних журі, разом із кількісним опитуванням громадської думки. Причому кожна з респондентських груп має певний пріоритет, важливий для побудови інтегрального, комплексного рейтингу конкурсантів.

  - Приклади відомих конкурсів з комплексними дослідженнями: «Євробачення» (відбір, в Україні це 50/50% думка журі та симпатій телеглядачів), «Фаворити Успіху» (40% думка споживачів/40% журі експертів/20% журі знаменитостей) та інші конкурси.

Поняттю «конкурс» також відповідають спеціальні премії, нагороди, які вручаються за результатами конкурсного відбору лауреата серед ряду номінантів на премію.

### Заходи, що не відповідають поняттю «конкурс»
Конкурсами не є будь-які акції та заходи, в яких учасники не проходять процедуру оцінки призначеною експертною комісією або стосовно яких не проводиться процедура голосування. Конкурсами також не вважаються:
- Нагороди та премії, що вручаються поза конкурсного відбору (експертизи або голосування), або без участі незалежних суддівських комісій, за рішенням одних лише засновників премії або уповноважених на вручення премії осіб, а також премії, що вручаються єдиному можливому номінанту;
- Рейтинги будь-яких показників, що не базуються на результатах незалежної експертизи або публічного голосування;
- Змагання з однозначно визначеними умовами, в яких переможцем вважається особа, що отримала найкращий у змаганні результат. (У змаганнях допускається, або навіть передбачається участь суддівських комісій, проте в даних заходах судді виконують роль контролюючих осіб, аудиторів, що стежать за додержанням учасниками змагань визначених правил, і підтверджують або скасовують результати, отримані учасниками змагань);
- Вікторини та розіграші призів, де остаточні переможці, що виконали певну необхідну послідовність дій, обираються випадковим чином, або за рішенням організаторів заходу;
- Лотереї;
- Аукціони;
- Державні конституційні вибори та політичні референдуми.

## В управлінні підприємством
В управлінні підприємством під конкурсом також може розумітись розміщення замовлення на виконання робіт, послуг, поставку продукції, яка передбачає вибір претендента шляхом оцінки його пропозиції; тендер.
- Гласний конкурс — конкурс, процедура якого передбачає присутність учасників під час розпечатування та оголошення його умов.
- Відкритий конкурс — конкурс, в якому можуть взяти участь усі охочі.
- Закритий конкурс — конкурс, в якому можуть взяти участь лише запрошені на нього.

## У торгівлі
У торгівлі під конкурсом розуміється форма проведення торгів, тендери. Переможцем торгів по конкурсу визнається особа, яка за висновком конкурсної комісії, заздалегідь призначеної організатором торгів, запропонувала найкращі умови.

## Деякі конкурси
- Конкурс краси

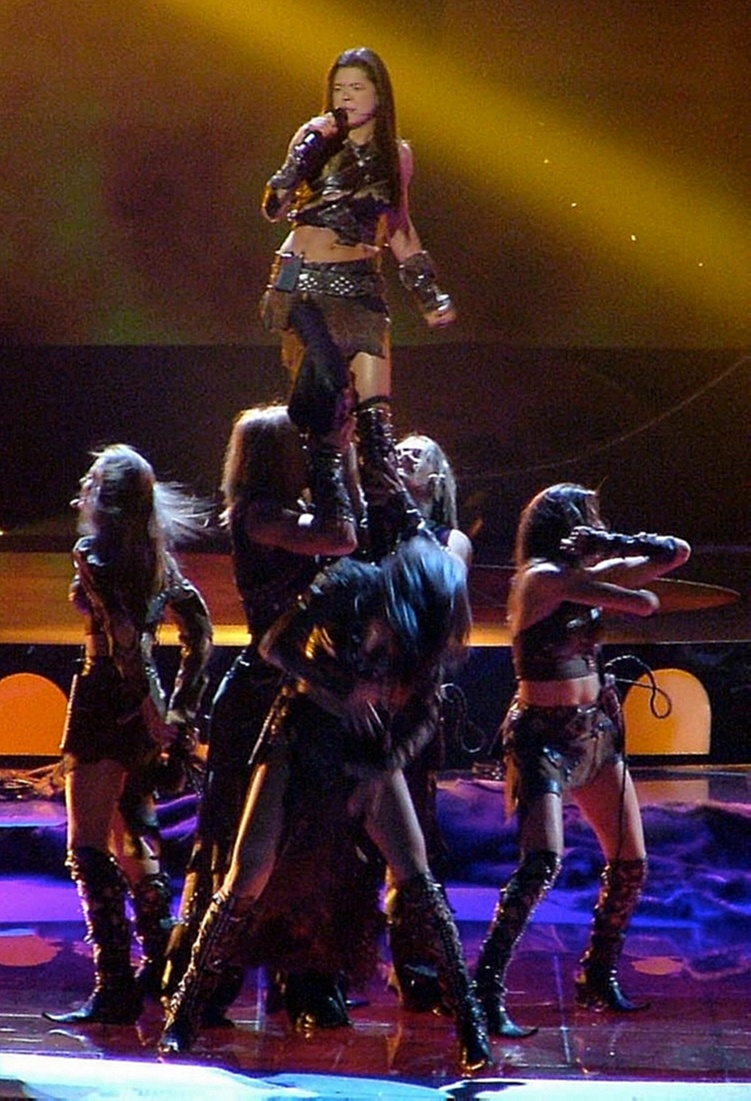
Переможиця Євробачення 2004 — Руслана Лижичко

- Міжнародний конкурс імені П. І. Чайковського
- Пісенний конкурс Євробачення
- Конкурси (Європейський Союз)[en]

### Конкурси в Україні
- Конкурс знавців української мови імені Петра Яцика
- Конкурс з інформатики та комп'ютерної грамотності «Бобер»
- Всеукраїнський інтерактивний конкурс юних істориків «Лелека»
- Золотий лелека — письменний конкурс дитячих творів
- Фаворити Успіху — публічний конкурс торгових марок
- Аскольдів глас — фестиваль-конкурс духовної та патріотичної пісні
- Загальноукраїнський конкурс «Українська мова – мова єднання»